# Geiselwang
Geiselwang ist ein Teilort von Waldhausen, einem Stadtbezirk von Aalen.

## Lage und Verkehrsanbindung
Geiselwang liegt östlich des Stadtkerns von Aalen und westlich von Waldhausen. Geiselwang liegt an der Landesstraße L 1080. Außerdem führt eine kleine Straße nach Hohenberg.
Der Weiler liegt auf einer Hochfläche der Schwäbischen Alb, dem Härtsfeld.

## Geschichte
Geiselwang wurde das erste Mal circa 1337 als Gyselwand erwähnt. 1396 kam der Ort von den von Suntheim an das Deutschordensschloss Kapfenburg.
1872 hatte Geiselwang 39 Einwohner.